# 5792 Унструт
5792 Унструт (5792 Unstrut) — астероїд головного поясу, відкритий 18 січня 1964 року.
Тіссеранів параметр щодо Юпітера — 3,483.